# Phytocrene anomala
Phytocrene anomala är en tvåhjärtbladig växtart som beskrevs av Elmer Drew Merrill. Phytocrene anomala ingår i släktet Phytocrene och familjen Icacinaceae. Inga underarter finns listade i Catalogue of Life.